# Саравена
Саравена (исп. Saravena) — город и муниципалитет на северо-востоке Колумбии, на территории департамента Араука.

## История
Поселение, из которого позднее вырос город, было основано в 1972 году. Муниципалитет Саравена был выделен в отдельную административную единицу в 1976 году.

## Географическое положение

Муниципалитет Саравена

Город расположен в северо-западной части департамента, к югу от реки Араука, на расстоянии приблизительно 121 километра к западу-юго-западу (WSW) от города Араука, административного центра департамента. Абсолютная высота — 261 метр над уровнем моря.

Муниципалитет Саравена граничит на востоке с территорией муниципалитета Араукита, на юге — с муниципалитетом Фортуль, на западе — с территорией департамента Бояка, на севере — с территорией Венесуэлы. Площадь муниципалитета составляет 907 км².

## Население
По данным Национального административного департамента статистики Колумбии, совокупная численность населения города и муниципалитета в 2015 году составляла 47 203 человек.
Динамика численности населения муниципалитета по годам:
| 2005   | 2006   | 2007   | 2008   | 2009   | 2010   | 2011   | 2012   | 2013   | 2014   | 2015   |
| ------ | ------ | ------ | ------ | ------ | ------ | ------ | ------ | ------ | ------ | ------ |
| 42 766 | 43 252 | 43 737 | 44 223 | 44 677 | 45 134 | 45 583 | 46 006 | 46 425 | 46 823 | 47 203 |

Согласно данным переписи 2005 года мужчины составляли 49,5 % от населения Саравены, женщины — соответственно 50,5 %. В расовом отношении белые и метисы составляли 89,2 % от населения города; негры, мулаты и райсальцы — 8,3 %; индейцы — 2,5 %.
Уровень грамотности среди всего населения составлял 86,2 %.

## Экономика
Основу экономики Саравены составляет животноводство.

67 % от общего числа городских и муниципальных предприятий составляют предприятия торговой сферы, 25,9 % — предприятия сферы обслуживания, 6,8 % — промышленные предприятия, 0,3 % — предприятия иных отраслей экономики.

## Транспорт
Через город проходит национальное шоссе № 66 (исп. Ruta Nacional 66). К востоку от Саравены расположен аэропорт.